# Молекулярный магнетик
Молекулярный магнетик, или SMM (англ. single-molecule magnet) — металлорганическое соединение, которое проявляет свойства суперпарамагнитных материалов ниже определенной температуры блокировки на молекулярном уровне. В этом температурном диапазоне SMM демонстрирует магнитный гистерезис чисто молекулярной природы. В отличие от классических объемных магнитных материалов и магнитов на основе молекул, коллективное магнитное упорядочение магнитных моментов на большие расстояния не требуется.

## Межмолекулярное взаимодействие
Магнитное взаимодействие между спинами ионов металла сопровождается взаимодействиями сверхобмена и может быть объяснено следующим изотропным гамильтонианом Гейзенберга:
{\displaystyle {\hat {\mathcal {H}}}_{HB}=-\sum _{i<j}J_{i,j}\mathbf {S} _{i}\cdot \mathbf {S} _{j}},
где {\displaystyle J_{i,j}} — константа взаимодействия между спином i (operator {\displaystyle \mathbf {S} _{i}}) и спином j (operator {\displaystyle \mathbf {S} _{j}}). Для положительных J взаимодействие называется ферромагнитным (параллельное направление спинов). Для отрицательных значений J взаимодействие называется антиферромагнитным (антипараллельное направление спинов): высокий спин основного состояния, высокое расщепление в нулевом поле (благодаря высокой магнитной анизотропии) и пренебрежительно малое магнитное взаимодействие между молекулами.
Комбинация этих свойств может приводить к возникновению энергетического барьера, так что при низких температурах система может оставаться в одной из высокоспиновых энергетических ям.

## Температура блокировки
Измерения проводятся при очень низких температурах. Так называемая температура блокировки определяется как температура, ниже которой релаксация намагниченности становится медленной по сравнению со шкалой времени конкретной методики исследования. Молекула, намагниченная при 2 K, будет сохранять 40 % намагниченности после 2 месяцев и при снижении температуры до 1,5 K это может занять до 40 лет.

## Применение
Существует очень много видов SMM и возможных применений.

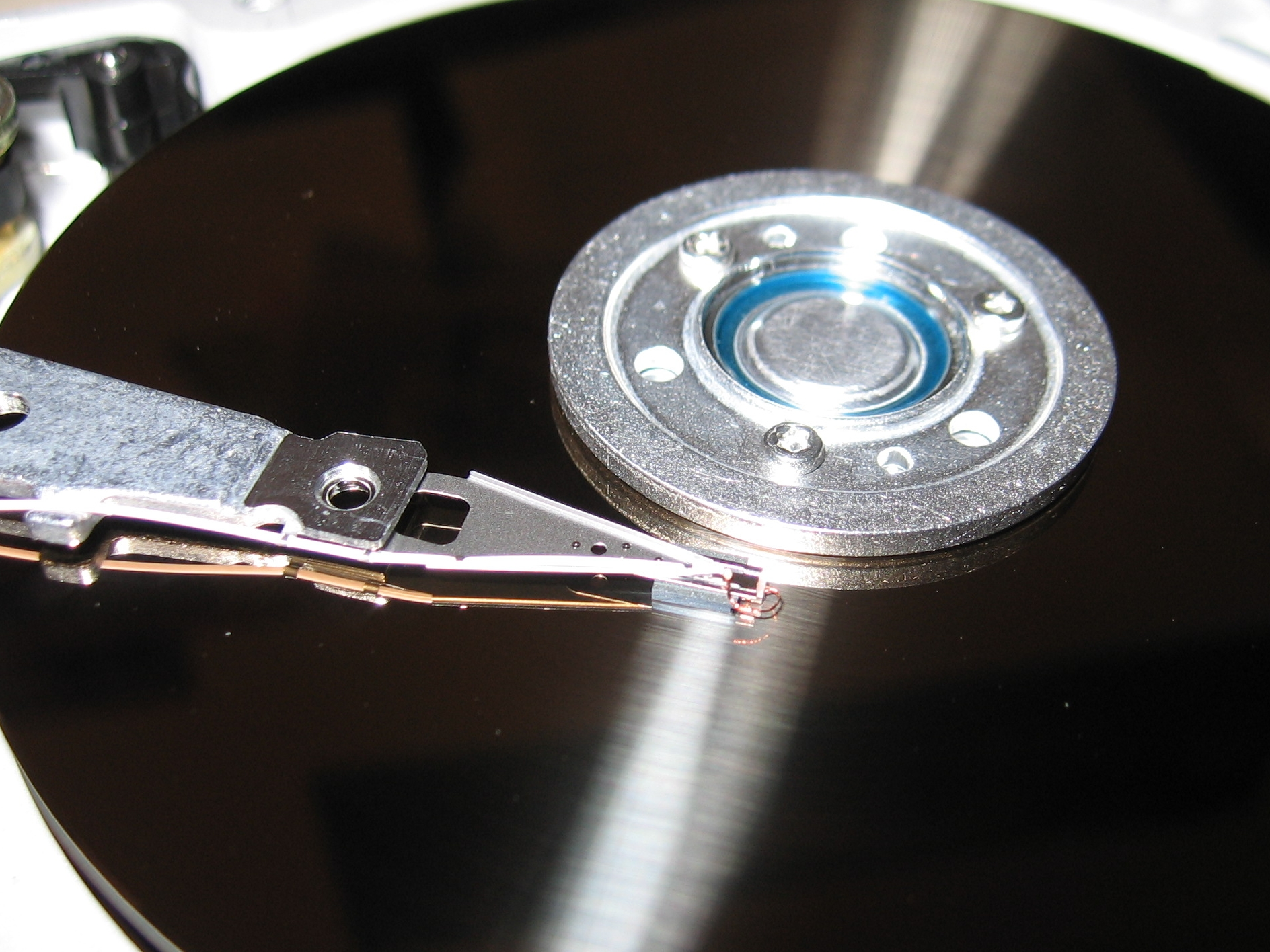
Одним из возможных применений SMM являются магнитные тонкие пленки для покрытия жестких дисков.

## Типы

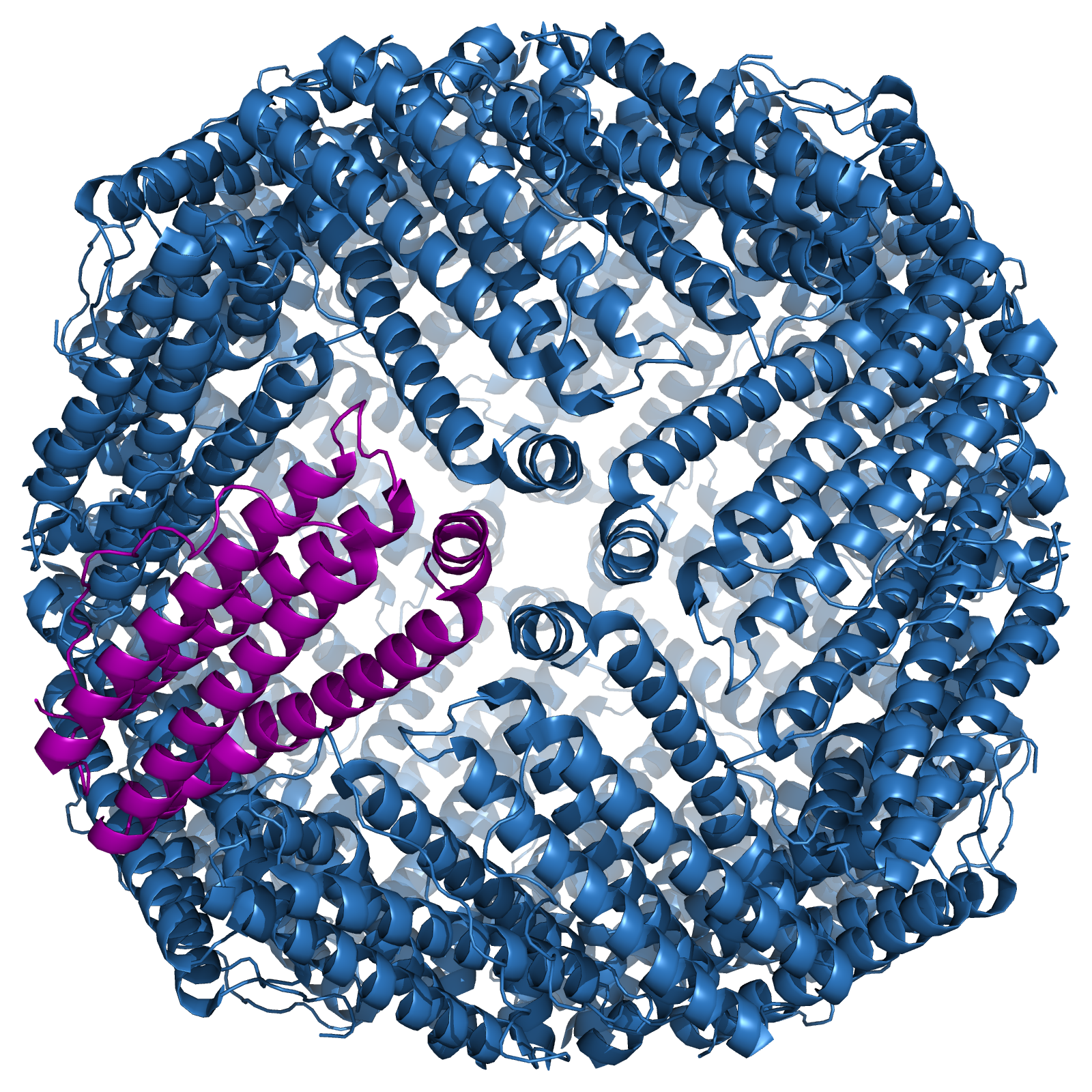
Ферритин

Первым примером молекулярных магнетиков является «Mn12». Это полиметаллический комплекс марганца (Mn), имеющий формулу [Mn12O12(OAc)16(H2O)4], где OAc — ацетат. Это соединение обладает уникальным свойством чрезвычайно медленной релаксации намагниченности ниже температуры блокировки. Соединения такого типа ([Mn12O12(OAc)16(H2O)4]·4H2O·2AcOH, ацетат-Mn12) широко исследовались в течение двух десятилетий после открытия первого молекулярного магнетика.
Молекулярные магнетики также могут быть основаны на кластерах железа, потому что они потенциально обладают высокими спиновыми состояниями. К тому же биомолекула ферритин также рассматривается как . В кластере Fe8Br катион Fe8 расшифровывается как [Fe8O2(OH)12(tacn)6]8+, где tacn — 1,4,7-триазациклононан. Железный кубический комплекс Fe4C40H52N4O12 (более известен как [Fe4(sae)4(MeOH)4]) был первым примером молекулярного магнетика, содержащего кластер железа (II), и координационный полиэдр этого комплекса представляет из себя слегка искаженный куб с атомами Fe и O на чередующихся углах. Что интересно, этот молекулярный магнетик демонстрирует неколлинеарный магнетизм, в котором атомные спиновые моменты четырех атомов Fe направлены антипараллельно вдоль двух почти перпендикулярных осей. Теоретические вычисления показали, что приблизительно два магнитных электрона локализованы на каждом атоме железа, а остальные атомы почти немагнитны, и поверхность потенциальной энергии спин-орбитального взаимодействия имеет три локальных энергетических минимума с барьером магнитной анизотропии ниже 3 мэВ...

## История
Хотя термин «молекулярный магнетик» был впервые использован в 1996 году, первый молекулярный магнетик был создан в 1991 году.
Комплекс Mn12O12(MeCO2)16(H2O)4, впервые описанный в 1980 году, демонстрирует медленную релаксацию намагниченности при низких температурах. Это соединение оксида марганца имеет центральный кубический кластер Mn4+4O4, окруженный кольцом, состоящим из 8 атомов Mn(III) соединенных через мостиковые оксо-лиганды.
В 2006 году было обнаружено, что искусственное искажение структуры соединения Mn6 при использовании объемного производного изменяет внутритреугольный магнитный обмен с антиферромагнитного на ферромагнитное, что приводит к основному состоянию S = 12.
Соединение с рекордным барьером перемагничивания было синтезировано в 2007 году для [Mn(III)6O2(sao)6(O2CPh)2(EtOH)4], с S = 12, D = −0.43 cm−1, следовательно с U = 62 cm−1, или 86 K и температурой блокировки 4,3 K. Это было достигнуто путем замещения ацетатных лигандов (OAc) более объемным салицилальдоксимом, таким образом искажая лигандное поле марганца. Синтез проводился путем смешивания перхлората марганца, бензоата натрия, производного салицилальдоксима, и гидроксида тетраметиламмония в воде и сбора фильтрата.
В 2011 году в Ноттингемском университете сообщили, что химик Стивен Лиддл мог ошибочно принять биядерный комплекс обеднённого урана за молекулярный магнетик.

## Подробное описание
Молекулярные магнетики демонстрируют растущую зависимость произведения χT (магнитная восприимчивость, умноженная на температуру) с понижением температуры и могут характеризоваться сдвигом как положения, так и интенсивности динамической (АС) магнитной восприимчивости.
Молекулярные магнетики представляют молекулярный подход к наномагнитам (наномасштабные магнитные частицы). Вдобавок, молекулярные магнетики предоставили физикам полезные тестовые образцы для изучения квантовой механики. Макроскопическое квантовое туннелирование намагниченности впервые наблюдалось в Mn12O12, характеризующемся равномерно расположенными ступенями на кривой гистерезиса. Периодическое гашение этой скорости туннелирования в соединении Fe8 наблюдалось и объяснялось геометрическими фазами (что это?).
Вследствие типично большой, бистабильной спиновой анизотропии, молекулярные магнетики могут быть применены для реализации, наверно, наименьшей практической единицы для магнитной памяти, и таким образом являются возможными строительными блоками для квантового компьютера. Впоследствии много научных групп приложили много усилий в синтез различных молекулярных магнетиков; однако, кластер the Mn12O12 и аналогичные комплексы остаются каноническими молекулярными магнетиками.
Спиновая анизотропия представляет собой энергетический барьер который должны преодолеть спины, когда они переключаются с параллельного на антипараллельное направление. Этот барьер (U) определяется как:
{\displaystyle U=S^{2}|D|},
где S — безразмерное полное спиновое состояние, D — параметр расщепления в нулевом поле (см−1); D может быть отрицательным, но в формуле учитывается только абсолютное значение. Энергетический барьер U как правило приводится в см−1 или в кельвинах. Чем выше барьер, тем дольше материал остаётся намагниченным, и высокий барьер получается когда молекула содержит неспаренные электроны и когда параметр расщепления в нулевом поле велико. К примеру, в кластере «Mn(OAc)12» полный спин равняется 10 (включает 20 неспаренных электронов), а D = −0.5 см−1, что приводит к барьеру 50 см−1 (эквивалентно 60 K).
Этот эффект также наблюдается гистерезисом, который наблюдается, когда измеряется зависимость намагниченности от поля: при уменьшении магнитного поля снова после достижения намагниченности насыщения, намагниченность остается на некоторой величине, и требуется приложить обратное поле для полного снятия намагниченности.
Недавно были сообщения о том, что энергетический барьер U слабо зависит от размера кристалла и морфологии Mn12, так же как и времен релаксации намагниченности, которые зависят как от размера частиц и распределения по размерам.